# Лобовик Борис Олександрович
Борис Олександрович Лобовик (22 грудня 1923, с. Матіївка, Бахмацький район — 16 січня 1999, Київ) — радянський і український релігієзнавець і філософ, фахівець з питань гносеології релігії і будови релігійної свідомості. Доктор філософських наук, професор. Один з авторів «Атеїстичного словника», і один з авторів і науковий редактор «Довідника атеїста». Учасник Другої світової війни. Має бойові нагороди.

## З життєпису
У 1951 році закінчив Київський державний університет імені Т. Г. Шевченка.
У 1963 році у Відділенні економіки, історії, філософії та права АН УРСР захистив дисертації у формі наукової доповіді на здобуття наукового ступеня кандидата філософських наук за темою «Про соціальні і гносеологічні умовах виникнення релігійних вірувань».
У 1964—1979 роках — професор і заступник завідувача кафедри культурології Київського педагогічного інституту.
У 1974 році на Об'єднаній раді Інституту філософії АН УРСР та Інституту держави і права АН УРСР захистив дисертацію на здобуття наукового ступеня доктора філософських наук за темою «Гносеологічний аналіз повсякденної релігійної свідомості» (спеціальність 09.00.06 — науковий атеїзм).
У 1976 році присвоєно вчене звання професора.
У 1979—1982 роках — професор Словацького університету.
З 1983 року — завідувач відділенням філософських проблем релігії та атеїзму, а з 1991 року — провідний науковий співробітник відділення релігієзнавства Інституту філософії НАН України.